# Кендерлинська сільська адміністрація
Кендерли́нська сільська адміністрація (каз. Кендірлі ауылдық әкімдігі, рос. Кендерлинская сельская администрация) — адміністративна одиниця у складі Жанаозенської міської адміністрації Мангистауської області Казахстану. Адміністративний центр та єдиний населений пункт — село Кендерлі.
Сільська адміністрація була утворена 2020 року шляхом виділення зі складу Рахатської сільської адміністрації.
Населення — 12868 осіб (2021, 413 у 2009).